# A33 (Frankrijk)
De A33 is een autosnelweg gelegen in Frankrijk tussen Nancy en Dombasle-sur-Meurthe. De weg is ongeveer 27 kilometer lang en te berijden zonder tolplicht. De weg was oorspronkelijk een verdubbeling van de oude Route nationale 4. De weg heeft over de gehele lengte twee knooppunten, namelijk met de A330 en de A31. 